# تشارلز إف. ويلكوكس
تشارلز إف. ويلكوكس (بالإنجليزية: Charles F. Wilcox)‏ هو مهندس معماري أمريكي، ولد في 1845 في جورجيا في الولايات المتحدة، وتوفي في 1905 في بروفيدنس في الولايات المتحدة.